# Karl Werner (Fußballspieler)
Karl Werner (* 21. Juli 1966 in Erlangen), von den Fans „Karlo“ genannt, ist ein ehemaliger deutscher Fußballspieler, der zwischen 1988 und 1997 mit kurzer Unterbrechung durchgehend Stammspieler in der 2. bzw. 1. Fußball-Bundesliga für Fortuna Düsseldorf war.

## Laufbahn
Bayernligafußballer Karl Werner, der in seiner Jugend neben dem BSC Erlangen und dem ASV Herzogenaurach auch für den 1. FC Nürnberg spielte, kam 1988 vom oberfränkischen VfL Frohnlach zu Fortuna Düsseldorf in die 2. Fußball-Bundesliga. Trainer Aleksandar Ristić eröffnete die Runde 1988/89 mit einem 1:1-Remis beim FC Schalke 04 und war mit dem Debüt seines Neuzuganges aus Frohnlach zufrieden. Mit der Defensiv-Stammbesetzung Jörg Schmadtke, Ralf Loose, Sven Backhaus, Rudolf Wojtowicz und Werner sowie dem Torjäger Sven Demandt (35 Tore) wurde die Meisterschaft vor den Konkurrenten FC Homburg und 1. FC Saarbrücken errungen und damit die Rückkehr in die 1. Fußball-Bundesliga. „Karlo“ Werner hatte 37 Spiele absolviert und zwei Tore erzielt. Auch in der Bundesliga gehörte Werner in den Spielzeiten 1989/90 bis 1991/92 der Fortuna-Stammbesetzung an. Er bestritt in den drei Runden 91 Bundesligaspiele und traf einmal in das gegnerische Netz. Als 1992 der Abstieg erfolgte, erlebte er vier Trainer in der Runde 1991/92: Josef Hickersberger, Rolf Schafstall, Hans-Jürgen Gede und Horst Köppel. Nach dem Abstieg kehrte er für eine Runde nach Bayern zurück und schloss sich 1992/93 der SpVgg Bayreuth an. Als Rückkehrer feierte Werner 1993/94 in der Aufstiegsrunde gegen die Konkurrenz aus Braunschweig, Paderborn-Neuhaus und den FC Augsburg mit 11:1 Punkten mit Fortuna Düsseldorf den Einzug in die 2. Bundesliga. Die Abwehrformation bildeten zumeist Torhüter Georg Koch, Sven Backhaus, Ralf Voigt, Werner und André Winkhold. Mit einem 3. Platz – hinter Hansa Rostock und St. Pauli – war der Manndecker auch 1995 beim Durchmarsch der Fortuna in die 1. Bundesliga mit 33 Ligaeinsätzen beteiligt.
Als Mitglied der Mannschaft, die nach dem Abstieg in die Oberliga in den kommenden Spielzeiten zwischen 1994 und 1996 den Wiederaufstieg in die Bundesliga erreichte, war Werner zeitweilig einer der beliebtesten Spieler der Mannschaft bei den Fans.
Im ersten Jahr in der Bundesliga, 1995/96, hielt Trainer Ristic die Fortuna auf Platz 13. in der Liga. Werner verteidigte in 33 Spielen. Im zweiten Jahr ereilte 1997 Düsseldorf der erneute Abstieg und „Karlo“ Werner wechselte nach 21 BL-Einsätzen mit zwei Toren im Sommer 1997 nach Hamburg zu St. Pauli, wo er nochmals zwölf Spiele in der 2. Bundesliga absolvierte. Zur Runde 1998/99 beendete er bei Eintracht Trier in der Regionalliga West/Südwest seine höherklassige Laufbahn.